# Lorenzo Priuli
Lorenzo Priuli (Roma, 1537 - Veneza, 26 de janeiro de 1600) foi um cardeal do século XVI

## Biografia
Nasceu em Veneza em 1537. De família senatorial. Terceiro dos cinco filhos de Giovanni Priuli e Laura Donà (ou Donato). Os outros irmãos eram Alvise, procurador; Zacaria; Chiara, que em 1563 casou-se com o patrício Alberto Badoer; e outra filha. Seu sobrenome também está listado como Prioli; como Priolo; e como Priulus. Outros cardeais da família foram Matteo Priuli (1616); Pietro Priuli (1706); Luigi Priuli (1712); Antonio Marino Priuli (1758).
Estudou em Pádua sem obter o doutorado. ... dalla sollecita cura dei quali educato resesi eminente erudito nelle sacre ed humane lettere, acrescentando ao esplendor do sangue o corredo delle virtù, fra le quali primeggiavano la destrezza e la prudenza nel maneggio dei pubblici affari. Aveva non meno delle Divine, che delle umane lettere prefetta cognizione
Em 1562, foi eleito Savi agli Ordini da República de Veneza (um órgão deliberativo impotente para a formação de funcionários juniores da aristocracia no governo); mais tarde ingressou no Collegio dei Savi . Embaixador especial de Veneza no casamento de Francesco, filho do Grão-Duque Cosimo da Toscana, e Joana, filha do Imperador Fernando I, em 1566. Embaixador na Espanha, 27 de novembro de 1572. Embaixador na França de 1579 a 1582. Embaixador na Santa Sé, 11 de junho de 1583 a 1586. Conselheiro do sestiere de S. Croce, 1686. Provedor da Zecca , 1587. Resolveu a disputa pela construção da ponte de Rialto, 1588. Podestà de Brescia, 1590 Em 4 de agosto de 1590, foi eleito para o patriarcado de Veneza pelo Senado veneziano por 122 votos a favor e 79 contra, de um grupo de seis candidatos, dois leigos e seis clérigos. Ele era um dos leigos.
Ordenado em setembro de 1590 (nenhuma informação adicional encontrada).
Eleito patriarca de Veneza, com indulto por ter recebido as ordens sagradas quatro meses antes e por não ter doutorado, em 7 de janeiro de 1591. Consagrado, em 25 de janeiro de 1591, por Marcello Acquavivia, arcebispo de Otranto e núncio em Veneza (sem mais informações encontrado). Foi instalado em 27 de janeiro de 1591 na Basílica de San Pietro in Castello. Em 1591, colocou com grande solenidade a primeira pedra da igreja de S. Nicola di Tolentino. Pelo exemplo e pela legislação, reformou o clero e providenciou a sua educação. Com um breve datado de 25 de abril de 1592, o Papa Clemente VIII exortou o Patriarca Priuli a visitar todas as igrejas dos Regulares, mesmo aquelas que não estavam sob sua jurisdição, corrigindo o que julgasse oportuno e fomentando a prática da disciplina e das obras Regulares. Ele celebrou um sínodo metropolitano de 9 a 11 de setembro de 1592, no qual foi discutida a reforma do clero; e foram emitidos decretos sobre o uso de imagens em pinturas eclesiásticas, de acordo com as diretrizes do Concílio de Trento. Ele celebrou outro sínodo de 15 a 17 de novembro de 1594; alguns dos decretos sinodais referiam-se ao seminário e ao apoio dos seus clérigos. Ele restaurou a catedral patriarcal em 1594 (4) . Encarregou Francesco Smeraldi a construção da fachada da basílica de S. Pietro no bairro de Castello, co-catedral da cidade juntamente com a basílica de S. Marco.
Criado cardeal sacerdote no consistório de 5 de junho de 1596; no dia 30 de junho seguinte, Ascanio Colonna, camareiro particular de Sua Santidade, levou o barrete vermelho ao novo cardeal em Veneza; Pietro Colombo pronunciou um discurso de felicitações nessa ocasião; e Arcangelo Rizzi compôs diversos poemas. Recebeu o chapéu vermelho em 29 de outubro de 1596; e o título de S. Maria in Traspontina, 2 de dezembro de 1596.
Morreu em Veneza em 26 de janeiro de 1600. O seu funeral foi celebrado com grande pompa e com a participação de todas as ordens de cidadãos. Sepultado na catedral patriarcal de Veneza, no chão, junto ao altar de S. Giovanni Evangelista, o segundo altar do lado norte da nave sob uma pedra não marcada. À esquerda e à direita da pintura acima do altar aparecem duas tábuas de metal, bem altas na parede, e cada uma delas com as armas do Cardeal Priuli. Por disposição testamentária, seu sobrinho, Marco Priuli, erigiu, lateralmente ao altar, um elogio fúnebre. Quando seu corpo foi exumado em 1624, estava incorrupto.